# Olešník
Olešník település Csehországban, a České Budějovice-i járásban. Olešník Zahájí, Temelín, Nákří, Hluboká nad Vltavou, Dříteň, Dívčice és Mydlovary településekkel határos. Lakosainak száma 806 fő (2024. január 1.).

## Népesség
A település lakosságának változását az alábbi diagram mutatja:
| Lakosok száma | 949  | 921  | 1142 | 918  | 748  | 707  | 808  | 798  | 789  | 806  |
|               | 1869 | 1890 | 1921 | 1950 | 1980 | 2001 | 2017 | 2019 | 2022 | 2024 |